# Заводская улица (Киев)
Заводска́я у́лица (укр. Заводська́ ву́лиця) — улица в Оболонского и Подольского районах города Киева, местность Куренёвка. Пролегает от улицы Кирилловской до улицы Электриков.
Примыкают Новоконстантиновская и Межигорская улицы.

## История
Улица проложена во 2-й половине XIX века в новой промышленной зоне города, откуда и происходит её название. Параллельно с современным названием на некоторых картосхемах обозначена как Луговой переулок (1916) и Заводской переулок (1935).
В прошлом название Заводская носили киевские улицы Казимира Малевича и Чайковского, Ковальский и Устимовский переулки.